# İstanbulspor
L'İstanbulspor Kulübü A.Ş. è una società polisportiva turca di Istanbul, fondata nel 1926 dagli studenti dell'İstanbul Erkek Lisesi (Scuola superiore di Istanbul). La sua sezione calcistica milita attualmente nella TFF 1. Lig, la seconda serie del campionato turco di calcio.
Nel 1932 si aggiudicò il campionato turco.

## Storia

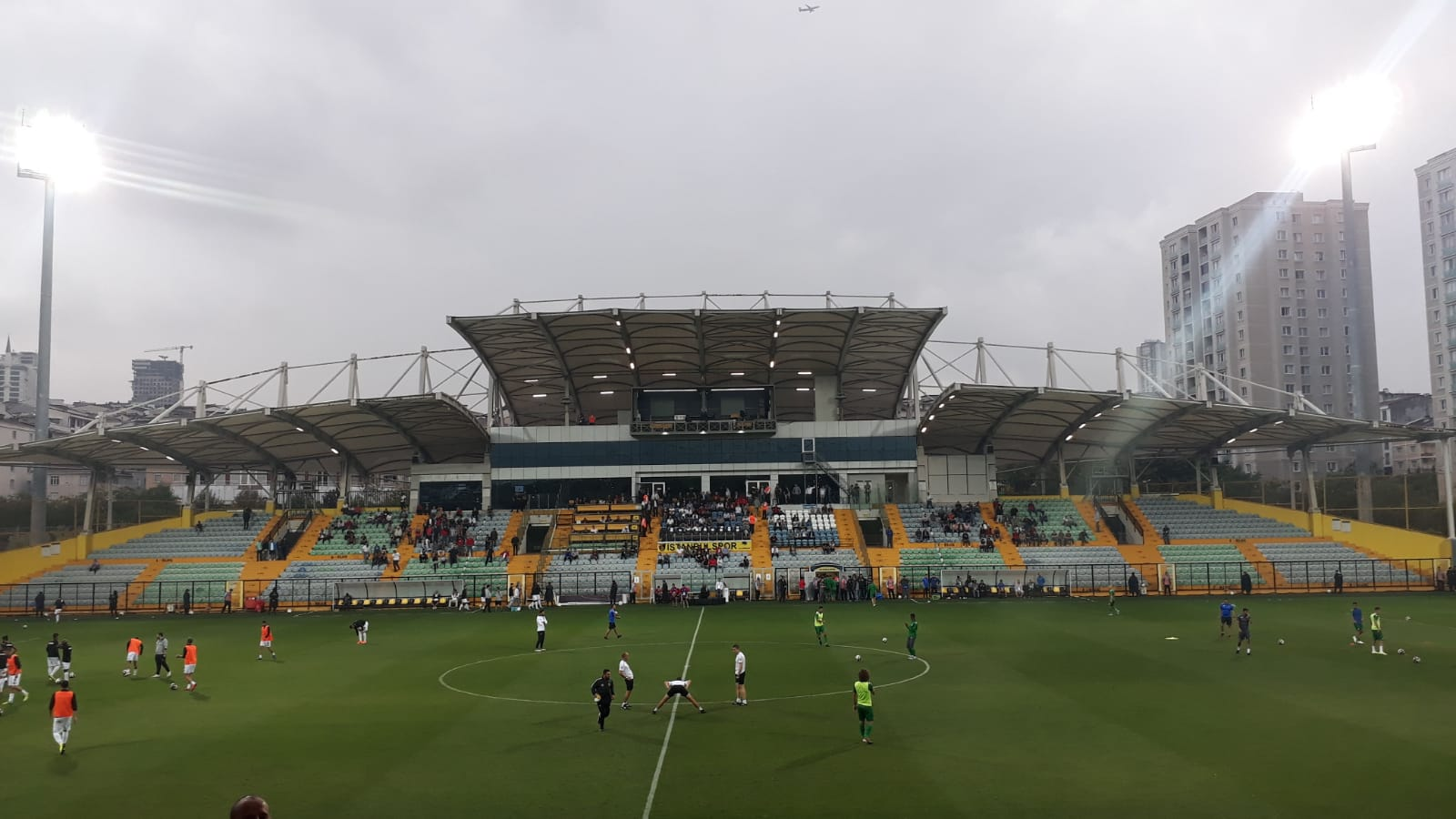
Lo stadio Necmi Kadıoğlu di Esenyurt, Istanbul.

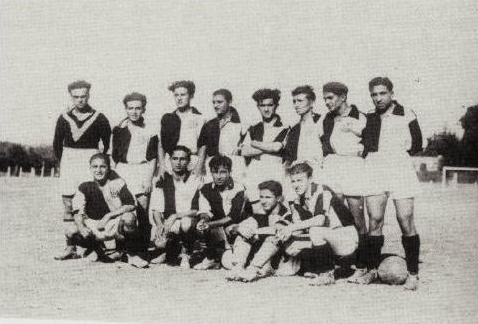
L'İstanbulspor nel 1931-1932

L'İstanbulspor fu fondato il 4 gennaio 1926 da Kemal Halim Gürgen e da alcuni studenti della Scuola superiore di Istanbul e risulta, pertanto, tra i più antichi club calcistici della Turchia repubblicana. Affermatasi come una delle squadre di rilievo del campionato di Istanbul di calcio, nel 1931-1932 vinse il campionato di Istanbul e, prima compagine di Istanbul a riuscirci, il campionato turco, competizione all'epoca riservata a un ristretto novero di club.
Tra il 1958 e il 1967 la carica di presidente fu ricoperta dall'armatore Ali Sohtorik, sotto la cui guida l'İstanbulspor, pur beneficiando di grande sostegno dai dirigenti del Partito Democratico soprattutto nel periodo 1958-1960, fu attanagliato da una serie di problemi amministrativi dopo il 1960, fino a retrocedere in seconda serie nel 1967. Pur tornando in massima serie tramite la vittoria del campionato cadetto nel 1968, retrocesse nuovamente in seconda serie nel 1972 e poi in terza serie nel 1975, anche a causa di difficoltà finanziarie. Nel 1979 la crisi visse il momento più acuto, con la perdita dello status di club professionistico. Pur promosso in seconda serie nel 1981, nel 1984 il club retrocesse di nuovo e dovette aspettare il 1992 per rivedere la cadetteria.
Dopo lunghi anni di militanza nella divisioni inferiori, l'uomo d'affari Cem Uzan assunse la direzione del club, che ottenne alcune promozioni consecutive, fino a tornare in Süper Lig, la massima divisione, nel 1995. Grazie al notevole sostegno finanziario, la squadra, che poteva contare su calciatori di valore come Tanju Çolak anche quando militava in seconda serie, approdò nella prima divisione turca con l'intento di rimanerci in pianta stabile. Nel 1997-1998 fu raggiunto il quarto posto in campionato, con qualificazione alla Coppa UEFA.
Dal 2001 il gruppo finanziario di Uzan ritirò gradualmente il proprio sostegno all'İstanbulspor, così come il sostegno all'Adanaspor. Durante questo periodo molti calciatori resero noto di non ricevere lo stipendio. Combinando giovani giocatori cresciuti nel vivaio del club e giocatori esperti giunti a fine carriera, il club riuscì a conservare il proprio posto nella massima categoria per varie stagioni. Giunta nona in campionato nel 2002-2003, la squadra fu rilevata dal governo per risollevare una situazione ormai sull'orlo del collasso finanziario, ma non poté, infine, evitare la retrocessione in seconda serie, giunta al termine della stagione 2004-2005, dopo dieci anni di militanza ininterrotta nella categoria di vertice del calcio turco.
Nel 2006 l'İstanbulspor fu venduto dal governo alla società Marmara Spor Faaliyetleri San. ve Tic. dell'ex calciatore turco Saffet Sancaklı per 3,25 milioni di dollari. Nel 2007 fu l'uomo d'affari Ömer Sarıalioğlu ad acquistare la squadra. La retrocessione in terza serie giunse al termine dell'annata 2007-2008 e due anni dopo avvenne anche la caduta nella TFF 3. Lig, la quarta serie. Malgrado l'approdo ai play-off nelle stagioni 2012-2013 e 2013-2014, il ritorno in TFF 2. Lig fu ripetutamente mancato, per poi venire centrato al termine della stagione 2014-2015, tramite la vittoria degli spareggi. Nel 2017 la squadra riuscì a ottenere la promozione in TFF 1. Lig, dove rimase per cinque anni. Nel 2022, vincendo i play-off di seconda serie, l'İstanbulspor tornò in massima divisione dopo diciassette anni di assenza, per poi retrocedere dopo un biennio.

## Cronistoria
- Süper Lig: 1958-1967, 1968–1972, 1995-2005, 2022-
- TFF 1. Lig: 1967-1968, 1972–1975, 1981–1984, 1992–1995, 2005–2008, 2017-2022
- TFF 2. Lig: 1975-1979, 1984–1992, 2008–10, 2015-2017
- TFF 3. Lig: 2010-2015
- Bölgesel Amatör Lig: 1979-1981

## Palmarès

### Competizioni nazionali
- Campionato turco (1924-1951): 1

1932
- TFF 2. Lig: 1

2016-2017 (gruppo bianco)
- TFF 3. Lig: 1

1991-1992

### Competizioni regionali
- Campionato di calcio di Istanbul: 1

1931-1932
- Scudo di Istanbul: 1

1931

### Altri piazzamenti
- Coppa di Turchia:

Semifinalista: 1964-1965, 2003-2004
- TFF 1. Lig:

Vincente play-off promozione: 2021-2022
- TFF 2. Lig:

Secondo posto: 2015-2016 (gruppo bianco)
- Coppa Intertoto UEFA:

Semifinalista: 1997

## Statistiche e record

### Partecipazioni alle coppe europee
| Anno | Turno | Nazione             | Squadra           | Casa | Trasferta | Totale |
| ---- | ----- | ------------------- | ----------------- | ---- | --------- | ------ |
| 1997 | GS    | Lettonia (bandiera) | Universitāte Rīga |      | 5-1       |        |
| 1997 | GS    | Ungheria (bandiera) | Vasas SC          | 2-0  |           |        |
| 1997 | GS    | Germania (bandiera) | Werder Bremen     |      | 0–0       |        |
| 1997 | GS    | Svezia (bandiera)   | Öster             | 3-2  |           |        |
| 1997 | QF    | Francia (bandiera)  | Lyon              | 2-1  | 0-2       | 2-3    |

UEFA Cup/Europa League:
| Anno      | Turno | Nazione            | Squadra          | Casa | Trasferta | Totale   |
| --------- | ----- | ------------------ | ---------------- | ---- | --------- | -------- |
| 1998-1999 | Q2    | Romania (bandiera) | FC Argeş Piteşti | 4–2  | 0–2       | 4-4 (ag) |

## Organico

### Rosa 2023-2024
Aggiornata al 26 gennaio 2024.
| N. |                           | Ruolo | Calciatore          |
| -- | ------------------------- | ----- | ------------------- |
| 4  | Turchia (bandiera)        | D     | Mehmet Yeşil        |
| 5  | Turchia (bandiera)        | C     | Eslem Öztürk        |
| 6  | Lituania (bandiera)       | C     | Modestas Vorobjovas |
| 7  | Gabon (bandiera)          | C     | David Sambissa      |
| 8  | Turchia (bandiera)        | C     | Vefa Temel          |
| 10 | Albania (bandiera)        | C     | Eduard Rroca        |
| 11 | Turchia (bandiera)        | C     | Kubilay Köylü       |
| 12 | Senegal (bandiera)        | C     | Mendy Mamadou       |
| 13 | Senegal (bandiera)        | D     | Racine Coly         |
| 14 | Costa d'Avorio (bandiera) | D     | Simon Deli          |
| 15 | Turchia (bandiera)        | C     | Berkay Tekke        |
| 16 | RD del Congo (bandiera)   | C     | Giannelli Imbula    |
| 19 | Turchia (bandiera)        | A     | Emir Kaan Gültekin  |

| N. |                               | Ruolo | Calciatore               |
| -- | ----------------------------- | ----- | ------------------------ |
| 20 | Turchia (bandiera)            | A     | Özcan Şahan              |
| 21 | Inghilterra (bandiera)        | D     | Demeaco Duhaney          |
| 23 | Germania (bandiera)           | D     | Okan Erdoğan             |
| 24 | Turchia (bandiera)            | C     | Muammer Sarıkaya         |
| 26 | Turchia (bandiera)            | P     | Mücahit Serbest          |
| 27 | Macedonia del Nord (bandiera) | C     | Valon Etemi              |
| 34 | Kosovo (bandiera)             | C     | Florian Loshaj           |
| 52 | Turchia (bandiera)            | A     | İzzet Topatar            |
| 59 | Turchia (bandiera)            | P     | Alp Arda                 |
| 66 | Belgio (bandiera)             | D     | Ali Yaşar                |
| 88 | Costa d'Avorio (bandiera)     | A     | Djakaridja Junior Traoré |
| 99 | Brasile (bandiera)            | A     | Jackson                  |